# Papuabugten
Papuabugten er en 400 kilometer bred bugt på sydkysten af Papua Ny Guinea. Den ligger nordvest for Koralhavet, som er et randhav til Stillehavet. Nogle af Ny Guineas største floder munder ud i bugten, såsom Fly, Turama, Kikori og Purari. Sammenhængende sumpområder, floddeltaer og mangroveskove udgør store dele af kystlinjen mod vest og nord, mens kysten længere øst veksler mellem sandområder og fastere partier. Bugten ligger i provinserne Western, Gulf og Central. Hovedstaden Port Moresby ligger i den østlige ende af Papuabugten.